# Sintula
Genre
Sintula est un genre d'araignées aranéomorphes de la famille des Linyphiidae.

## Distribution
Les espèces de ce genre se rencontrent en écozone paléarctique.

## Liste des espèces
Selon World Spider Catalog (version 25.0, 01/01/2024) :
- Sintula corniger (Blackwall, 1856)
- Sintula cretaensis Wunderlich, 1995
- Sintula cristatus Wunderlich, 1995
- Sintula diceros Simon, 1926
- Sintula furcifer (Simon, 1912)
- Sintula iberica Bosmans, 2010
- Sintula karineae Lecigne, 2021
- Sintula orientalis Bosmans, 1991
- Sintula oseticus Tanasevitch, 1990
- Sintula pecten Wunderlich, 2011
- Sintula penicilliger (Simon, 1884)
- Sintula pseudocorniger Bosmans, 1991
- Sintula retroversus (O. Pickard-Cambridge, 1875)
- Sintula roeweri Kratochvíl, 1935
- Sintula solitarius Gnelitsa, 2012
- Sintula spiniger (Balogh, 1935)
- Sintula subterminalis Bosmans, 1991

## Systématique et taxinomie
Ce genre a été décrit par Simon en 1884 dans les Theridiidae.

## Publication originale
- Simon, 1884 : Les arachnides de France. Paris, vol. 5, p. 180-885 (texte intégral).